# Jorge Vercillo
Jorge Luiz Sant'anna Vercillo (Rio de Janeiro, 11 de outubro de 1968), mais conhecido artisticamente como Jorge Vercillo (anteriormente, Jorge Vercilo), é um cantor, compositor e multi-instrumentista brasileiro. Com mais de 30 anos de carreira, Vercillo se tornou um dos maiores nomes da MPB. Conquistou um disco de diamante, além de ganhar dois Grammys Latinos, 2009 e 2010, e sendo indicado mais duas vezes, 2012 e 2013.
Vercillo é também recordista de temas de novela na TV Globo, com 23 canções. É considerado um hitmaker brasileiro, tendo mais de 20 canções (de 1999 a 2019) no top Brasil no seguimento adulto e popular, tendo vendido o número em torno de 4,5 milhões de cópias em sua carreira. Assim em 2000, a terceira canção mais executada do país nas rádios foi a canção Final Feliz, do terceiro disco de Vercillo, Leve. Já no ano de 2002, a canção mais executada do país foi a faixa Que Nem Maré, do famoso álbum Elo, que foi o segundo álbum mais vendido do ano de 2002 no país com 1,5 milhões de cópias vendidas num momento delicado da indústria fonográfica brasileira, lançado pela gravadora EMI Music. Já posteriormente nos anos de 2003 e 2004, Vercillo seguiu no topo das paradas com seu álbum Livre, com faixas como: Monalisa, single que novamente alcança o topo das paradas no Brasil, e Contraste. Desde então, o destaque de Vercillo continuou ascendendo nos anos seguintes com os álbuns “Signo de ar”, com o single que dá nome ao disco acrescentando nos hits de Vercillo, assim como as faixas Melhor Lugar e Ciclo, esta como tema principal da novela A Lua Me Disse, da TV Globo. Faixas  muito executadas nas rádios de todo Brasil nos anos de 2005 e 2006, dando vazão ao projeto "Jorge Vercillo Ao Vvo 2006" (um dos DVDs de canção nacional mais vendidos do ano com 250 mil cópias vendidas). Em seguida, em 2007, Vercillo lançou o álbum “Todos Nós Somos Um”, dando vazão à uma nova sonoridade de estúdio, ganhando um Grammy de Melhor álbum de MPB, com grande recepção da crítica. Esse álbum contém a faixa Ela Une Todas as Coisas, canção importante na carreira de Vercillo, sendo um dos principais temas de novela Caras & Bocas, da Rede Globo, e surpreendentemente sendo a canção mais executada em casamentos em todo Brasil.
Em diante Vercillo já lançou seis álbuns e dois DVDs ao vivo. Em cada álbum Vercillo emplacou sucessivos hits nacionais, executados nas rádios de todo o Brasil. Já foram gravadas tanto por novos expoentes, quanto por grandes nomes da canção brasileira, como Ana Carolina, Maria Bethânia, Caetano Veloso, Buchecha, Chrystian & Ralf, Claudia Leitte, Luiza Possi, Belo, Jorge Aragão, dentre outros.

## Biografia
É formado em jornalismo, mas nunca chegou a exercer a profissão. Começou na canção aos 16 anos, por incentivo de sua tia Lêda Barbosa, depois de "desviado" dos treinos de futebol no Clube de Regatas do Flamengo, por uma fita cassete contendo canções de Djavan. Iniciou sua carreira artística aos dezesseis anos de idade, tocando em bares. Em 1989 participou do Festival Internacional de Trovadores (INTROVESTCUR), em Curaçao, alcançando o primeiro lugar com a canção "Alegre", de sua autoria, recebendo também o prêmio de melhor intérprete. No ano seguinte, novamente participou do festival e venceu com a canção "No bay", no idioma nativo.
Em 1993, teve a chance de gravar seu disco de estreia, Encontro das Águas (Continental), produzido por Renato Corrêa. O álbum foi bem recebido e duas canções do repertório se tornaram sucessos nas rádios; "Encontro das Águas", que fez parte da trilha da novela Mulheres de Areia, e "Praia Nua", da novela Tropicaliente, ambas da TV Globo. Embalado pela boa repercussão de seu disco de estreia, Jorge Vercillo lançou o CD "Em Tudo que É Belo" (Continental), em 1996, trazendo experimentos e fusões com a World Music. Com esse disco, foi indicado para o Prêmio Sharp 1997 na categoria Melhor Cantor Pop. Em 1998, se desligou da gravadora Continental e lançou, de forma independente, o álbum Leve (1999). O disco trouxe "Final Feliz", canção de sua autoria, gravada em duo com Djavan. A canção teve repercussão imediata nas rádios de todo o país e ganhou uma releitura nas vozes de Caetano Veloso e Alexandre Pires, gravada no DVD ao vivo do grupo Só Pra Contrariar. O sucesso de "Final Feliz" se estende ao longo do ano de 2000, e levou o cantor e compositor a subir ao palco do Canecão, Rio de Janeiro, também de forma independente. A repercussão de uma única apresentação numa casa de espetáculos lotada chamou a atenção de vários executivos de gravadoras multinacionais. Ainda em 2000, Jorge Vercillo, participou do Festival da Música Brasileira da TV Globo e assina com a gravadora EMI Music, que relançou o álbum Leve, no final do mesmo ano. O disco rendeu ainda os sucessos "Leve", "Avesso" e "Em Órbita".
Em 2002, Jorge Vercillo lançou Elo, álbum que vendeu mais de 250.000 cópias em um momento delicado para a indústria fonográfica. O disco traz novos sucessos para o compositor, como "Que nem Maré" (canção mais executada nas rádios de todo o país naquele ano), "Homem-Aranha" (um dos maiores sucessos da carreira do compositor) e "Fênix". Esta última, criada em parceria com Flávio Venturini, foi tema da minissérie A Casa das Sete Mulheres, da TV Globo. Ainda no repertório desse disco, a canção "O Reino das Águas Claras", foi tema da nova versão do programa infantil Sítio do Pica-Pau Amarelo. No ano de 2003, mais uma canção do músico ocupou as primeiras posições nas rádios do país. "Encontro das Águas", gravada em duo com Jorge Aragão, fez parte do CD e DVD Jorge Aragão Convida - Ao Vivo. No final do mesmo ano, Jorge Vercillo lançou seu quinto trabalho autoral, o CD e DVD Livre, que tem em seu repertório a canção "Monalisa", mais um sucesso nas rádios. Em 2004, ao lado de outros grandes nomes da canção popular brasileira, Vercillo esteve presente na gravação do hino do projeto "Fome Zero". Nesse ano, participou também dos DVDs ao vivo de Ivan Lins (Guarde nos Olhos) e Pepeu Gomes (Deusa do Amor), e conheceu Marcos Valle, com quem veio a compor a canção "Pela Ciclovia", sucesso na voz de Leila Pinheiro. Em 2005 lançou Signo de Ar, álbum que inaugurou novas parcerias de Jorge Vercillo com nomes como Ana Carolina, Nico Rezende, Torcuato Mariano e Dudu Falcão. Este último, parceiro na canção "Ciclo", tema da novela A Lua Me Disse, da TV Globo.

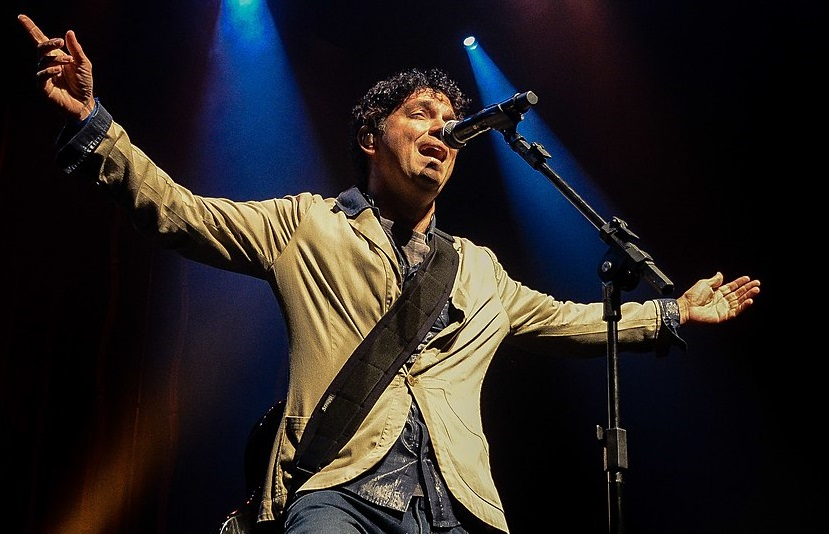
Vercillo se apresentando em São Paulo, novembro de 2018

Em 2006, recebeu o Prêmio Tim na categoria de Melhor Cantor pelo Voto Popular. No mesmo ano lançou seu primeiro DVD, Jorge Vercillo Ao Vivo. O projeto, uma coletânea de seus grandes sucessos, conta também com as participações especiais dos parceiros Ana Carolina, Marcos Valle e Leila Pinheiro. Em 2007, Jorge Vercillo, mais uma vez, recebeu o Prêmio TIM na categoria de Melhor Cantor pelo Voto Popular. No mesmo ano, participou de Coisa de Jorge, CD e DVD lançados pela EMI Music em show homenagem a São Jorge, que reuniu os "Jorges", Vercillo, Ben Jor, Mautner e Aragão, no dia 23 de abril, na praia de Copacabana. Dentre as canções inéditas do projeto, a canção "Líder dos Templários" (composta por Jorge Vercillo, Jorge Benjor e Jorge Aragão), um canto de fé ao santo devoto, foi sucesso nas rádios. Todos Nós Somos Um, foi lançado em novembro de 2007. O sétimo trabalho de inéditas de Jorge Vercillo teve boa repercussão da crítica especializada. O álbum, que marca uma renovação na proposta musical do artista, trouxe os já conhecidos desenhos melódicos de Vercillo, desta vez mais próximos do universo musical brasileiro, em ritmos como samba, xote, toada e bossa nova. O disco trouxe importantes parcerias do compositor com Fátima Guedes, Marcos Valle, Paulo César Feital, entre outros. Escolhida como o primeiro single do álbum, a canção Ela Une Todas as Coisas (parceria com Jota Maranhão), foi sucesso nas rádios. A canção fez parte da trilha sonora de Duas Caras, novela das 21h da TV Globo. Ainda do disco Todos Nós Somos Um, a balada "Deve Ser" (Jorge Vercillo/Dudu Falcão) foi escalada para a trilha sonora do folhetim Viver a Vida, de Manoel Carlos.
O CD e DVD Trem da Minha Vida foi lançado em março de 2009 pela EMI Music. O projeto trouxe o registro ao vivo de duas noites no Canecão, Rio de Janeiro (dias 31 de outubro e 1 de novembro de 2008), além de alguns dos sucessos da carreira do artista. No final de 2009, o cantor se desligou amigavelmente da EMI Music. Em janeiro de 2010 assinou contrato com a Sony Music/Day 1, que lançou em abril do mesmo ano D.N.A, o oitavo disco de inéditas de Vercillo. O álbum teve como primeiro single a canção Me Transformo em Luar, que posteriormente ganhou uma versão em espanhol, criada pelo cantor e compositor argentino Pedro Aznar, e a balada assinada em parceria com Dudu Falcão, Deve Ser, integrou a trilha sonora da novela Viver a Vida, de Manoel Carlos, da TV Globo. No álbum, também se destacaram musicas como "Arco-Íris", sucesso nas rádios de todo o Brasil e Há de Ser, que trouxe a participação especial de Milton Nascimento. A turnê do álbum D.N.A. passou por todo Brasil e foi encerrada no dia 2 de julho de 2011 no palco do Vivo Rio, no Rio de Janeiro. Na ocasião, Jorge já produzia junto com André Neiva (contrabaixista e produtor musical) o seu nono álbum de inéditas Como Diria Blavatsky.
Com o novo álbum, que chegou às lojas em outubro de 2011, Vercillo iniciou uma nova fase na carreira, ao lançar o disco pelo seu próprio selo, Leve, com distribuição da Posto 9 canção/MicroService. Sensível Demais foi uma canção de amor inédita na voz do cantor. De autoria de Vercillo, Sensível Demais foi lançada pela dupla Chrystian & Ralf em 1998 e regravada por Maria Bethânia em 2005. "Memória do Prazer", primeira canção composta em parceria com a sua mulher Gabriela Vercillo, integra a trilha sonora da novela Fina Estampa, da TV Globo. A canção, que tem a participação especial de Ninah Jo e faz parte do repertório do CD D.N.A., entrou como bônus no novo álbum. Vercillo foi escolhido para cantar na abertura do Brazil Festival, que aconteceu em Amsterdã durante os meses de outubro e novembro de 2011. Apresentou-se no dia 3 de outubro de 2011, dando início ao megaevento que celebrou a cultura brasileira na cidade holandesa. Jorge Vercillo estreou sua turnê Como Diria Blavatsky, no Rio de Janeiro, no dia 29 de outubro de 2011, no HSBC Arena e seguiu em turnê por todo o pais.
Na sua primeira turnê europeia, que ocorreu em 2012, apresentou-se em casas de jazz de quatro países.
Em 2013, Vercillo foi nominado ao Grammy Latino de Melhor Álbum de Música Popular Brasileira com Luar de Sol. Gravou o DVD e CD Luar de Sol em Fortaleza no teatro José de Alencar e teve esse a direção de Darci Burger e produção musical de Jorge Vercillo e André Neiva.
Em 2014 lançou o projeto Extra Físico pelo seu selo Leve Produções, onde de três em três meses lançava uma canção nova para as plataformas digitais. Esse projeto foi concluído no final de 2014 com o CD Vida é Arte, com produção musical de Jorge Vercillo e André Neiva, também com o selo LProduções. Paralelamente ao Vida é Arte, Vercillo em 2014 estreou a turnê Jorge Vercillo 20 Anos, tendo no repertório 24 canções de sucesso de sua carreira.

## ProjetoCompositores Unidos
O artista iniciou no dia 5 de janeiro de 2013 um projeto em parceria com Dudu Falcão e o Canal Brasil, intitulado Compositores Unidos.
Gravado na casa de Jorge Vercillo, idealizador do projeto ao lado de Dudu Falcão, a série apresenta oito encontros, no estilo sarau, de um grupo de músicos que se une para trocar ideias e cantar. A produção do Canal Brasil tem parceria com a B2 Produções e direção de Darcy Burger.
Cada programa traz uma seleção de convidados: Roberto Menescal, Chiara Civello, Angela Ro Ro, Verônica Sabino, Jorge Aragão, Flávio Venturini, Leny Andrade, Altay Veloso, Fátima Guedes, Gabriel Moura, Max Viana, Antonio Villeroy, Ninah Jo, Claudio Cartier, Nico Rezende, Luiza Possi, Marina Machado, Ive, dentre outros, marcam presença na atração. El Guión, composta e interpretada por Villeroy, é a canção de abertura.
Para o repertório, foram selecionadas, dentre outras, Nada a Perder, de Lenine e Dudu Falcão; O Barquinho, clássico de Menescal e Ronaldo Bôscoli; Como Diria Blavatsky, de Jorge Vercillo; Todo Sentimento, fruto da parceria de Cristovão Bastos e Chico Buarque; Condenados, de Fátima Guedes; Além de Mim, criada por Jorge Aragão e Nilton Barros; e Noites com Sol, de Flávio Venturini e Ronaldo Bastos.

## Discografia
- 1994 - Encontro das Águas (20.000)
- 1996 - Em Tudo que É Belo (20.000)
- 2000 - Leve (100.000)
- 2002 - Elo (1.500.000)
- 2003 - Livre (500.000)
- 2003 - Perfil (250.000)
- 2005 - Signo de Ar (150.000)
- 2006 - Warner 30 anos: Jorge Vercillo (150.000)
- 2007 - Coisa de Jorge (em conjunto com Jorge Aragão, Jorge Ben Jor e Jorge Mautner) (50.000)
- 2007 - Todos Nós Somos Um (100.000)
- 2009 - Trem da Minha Vida (90.000)
- 2010 - DNA (20.000)
- 2011 - Como Diria Blavatsky (60.000)
- 2013 - Luar de Sol (40.000)
- 2015 - Vida é Arte (20.000)[11]
- 2018 - Couvert Artístico JB FM: Jorge Vercillo 2018
- 2019 - Nas Minhas Mãos[12]
- 2022 - Couvert Artístico JB FM: Jorge Vercillo 2022
- 2023 - Raça Menina
- 2024 - Groove Mudo (ao vivo)
- 2024 - JV 30 Tour, Parte 1 (ao vivo)
- 2024 - JV 30 Tour, Parte 2 (ao vivo)
- 2024 - JV 30 Tour Deluxe (ao vivo)

DVDs
- 2003 - Livre
- 2006 - Jorge Vercillo ao Vivo
- 2007 - Coisa de Jorge (em conjunto com Jorge Aragão, Jorge Ben Jor e Jorge Mautner)
- 2009 - Trem da Minha Vida
- 2013 - Luar de Sol

## Temas de novelas e minisséries
- 2017 - Vida é arte - Tema da novela Tempo de Amar
- 2014 - Sensível Demais - tema de Vitória
- 2013 - Face de Narciso - tema da novela Flor do Caribe
- 2011 - Memória do Prazer - Part. Esp.: Ninah Jo, tema da novela Fina Estampa
- 2009 - Deve Ser - tema da novela Viver a Vida
- 2008 - Devaneio - tema da novela Negócio da China
- 2007 - Ela Une Todas as Coisas - tema da novela Duas Caras
- 2007 - Você é tudo - tema da novela Maria Esperança
- 2007 - Luz do Sol - tema da novela Luz do Sol
- 2005 - Ciclo - tema da novela A Lua Me Disse
- 2003 - Fênix - tema da minissérie A Casa das Sete Mulheres
- 2001 - O Reino das Águas Claras - tema do especial Sítio do Picapau Amarelo
- 1997 - O Infinito Amor - tema da novela A Indomada
- 1996 - Raios da Manhã - tema da novela O Fim do Mundo
- 1995 - Um Segredo e Um Amor (Secret Love) - tema da novela Cara & Coroa
- 1994 - Praia Nua - tema da novela Tropicaliente